# ایوتا رادیچووا
ایوتا رادیچووا (انگلیسی: Iveta Radičová؛ زادهٔ ۷ دسامبر ۱۹۵۶) یک سیاست‌مدار اهل اسلواکی است. وی از ژوئیه ۲۰۱۰ تا آوریل ۲۰۱۲ نخست‌وزیر این کشور بود. وی اولین نخست‌وزیر زن در تاریخ این کشور است.
وی در انتخابات ریاست‌جمهوری سال ۲۰۰۹ نیز نامزد شد اما از ایوان گاشپاروویچ شکست خورد.